# 벌통

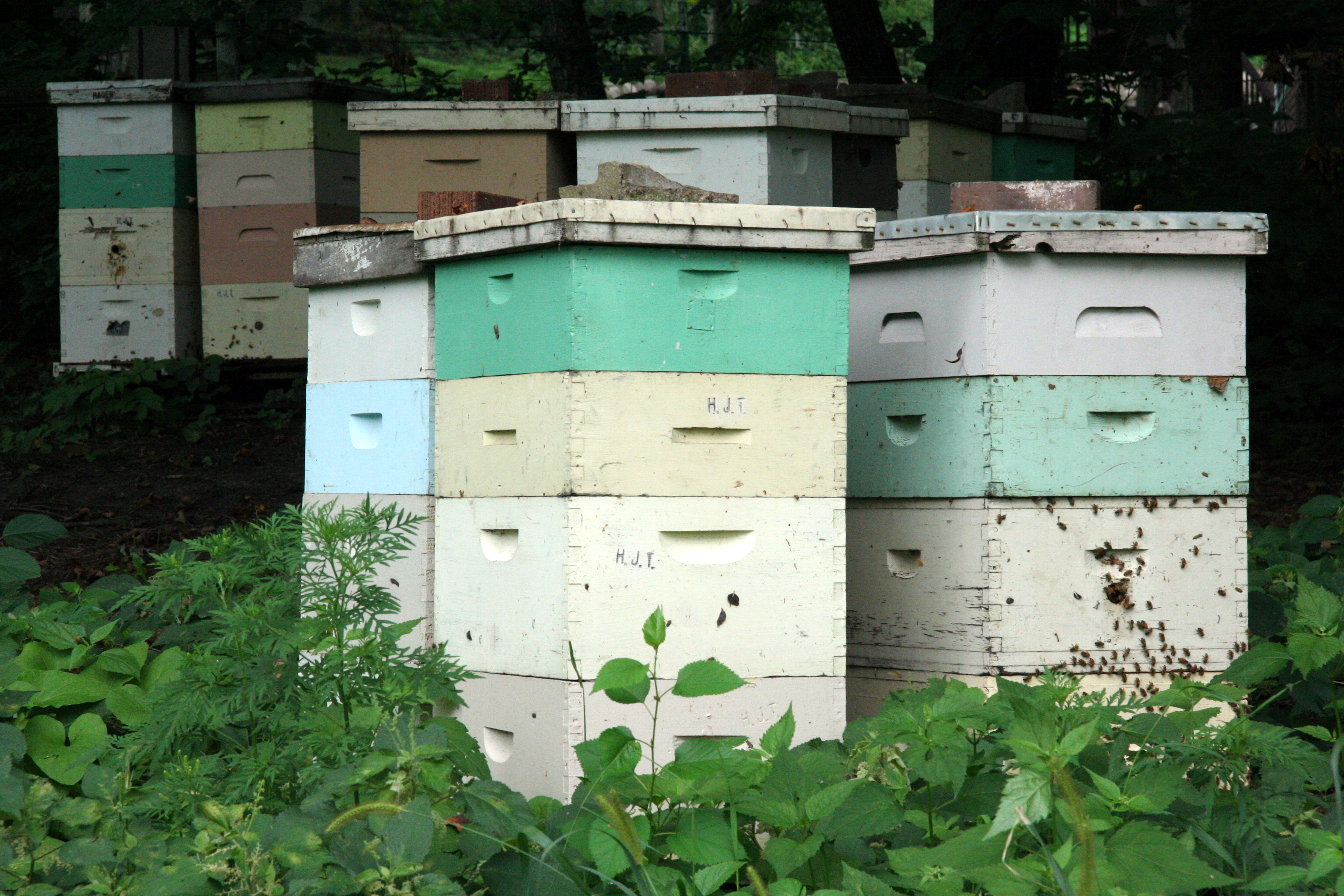
벌통

벌통(문화어: 벌둥지 영어: beehive 비하이브[*])은 여러 종류의 벌이 살고 새끼를 기르는 둘러 싸인 구조체이다. 천연 벌통은 일부 꿀벌 종에서 벌집을 둘러싸는 구조체이다. 반면 가축으로 길들여진 꿀벌은 양봉장과 같은 곳에 있는 인공 벌통 속에서 키워지며 그 속에 벌집을 짓고 산다.
벌이 사는 곳을 통틀어 벌통이라 부르는 경우가 많으나, 과학계나 전문 문헌, 보고서에서는 벌집과는 구분되는 용어이다.
벌집은 야생의 벌 무리가 협동하여 그들 스스로 자연의 구멍이나 인공 구조물의 빈 공간에 매달리거나 드러나 있는 형태로 지은 구조물을 말하고, 벌통은 자연이나 인간에 의해 만들어진, 벌집이 들어 있는 구조물을 말한다.
꿀벌속에 속하는 여러 종이 군집 생활을 하지만, 양봉꿀벌과 재래꿀벌만이 인간에 의해 벌통에서 키워지고 있다.
벌통은 여러 용도가 있는데, 벌꿀 생산, 벌통 인근의 농작물의 수분을 돕거나, 봉침 치료용 벌을 사육하는 용도 등이 있으며, 벌들의 군집 붕괴 현상을 줄이는 효과도 있다.
미국에서는 다른 지역 농작물들의 수분을 위해 벌통을 이동시키는 경우가 있다.
한때 벌통 디자인의 특허권을 놓고 많은 분쟁이 있었다.

## 고대의 벌통
벌을 인공 벌통에서 키운 것은 고대 이집트 때부터이다.
이집트 제5왕조 니우세르레의 이집트 태양 신전 벽면에는 기원전 2422년 이전 기록으로, 일꾼들이 벌집을 제거하기 위해 벌집 내부에 연기를 불어넣는 모습이 묘사되어 있다.
이집트 제26왕조 Pabasa의 무덤에는 벌꿀 생산과 관련된 비문 세부 장식으로 항아리에 꿀을 저장하는 모습과, 원통 모양의 벌통 모습이 묘사되어 있다.
고고학자 Amihai Mazar는 약 4000년 전 이스라엘에 진보된 양봉 산업이 존재했다는 근거로 Rehov(기원전 900년 경, 인구 약 2000명의 도시였던 고대 이스라엘과 가나안 지역)유적에서 발견된 벌통을 제시한다.
벌통은 30여 개가 발견되었는데 본래 100여 개 정도가 있었던 것으로 추정된다.
원통 모양의 이 벌통들은 점토와 마른 지푸라기로 만들어졌으며, 3단 구조에 높이는 약 80cm, 넓이는 약 40cm이다.
Haifa 대학교의 Ezra Marcus는 근동 지역의 문자와 고대 미술에서 고대의 양봉으로 보이는 기록이 발견된다고 말한다.
제단에 장식된 풍요의 여신상과 함께 발견된 벌통은 양봉이 종교적 풍습이나 관습과 연관이 있었음을 나타낸다.

## 전통의 벌통

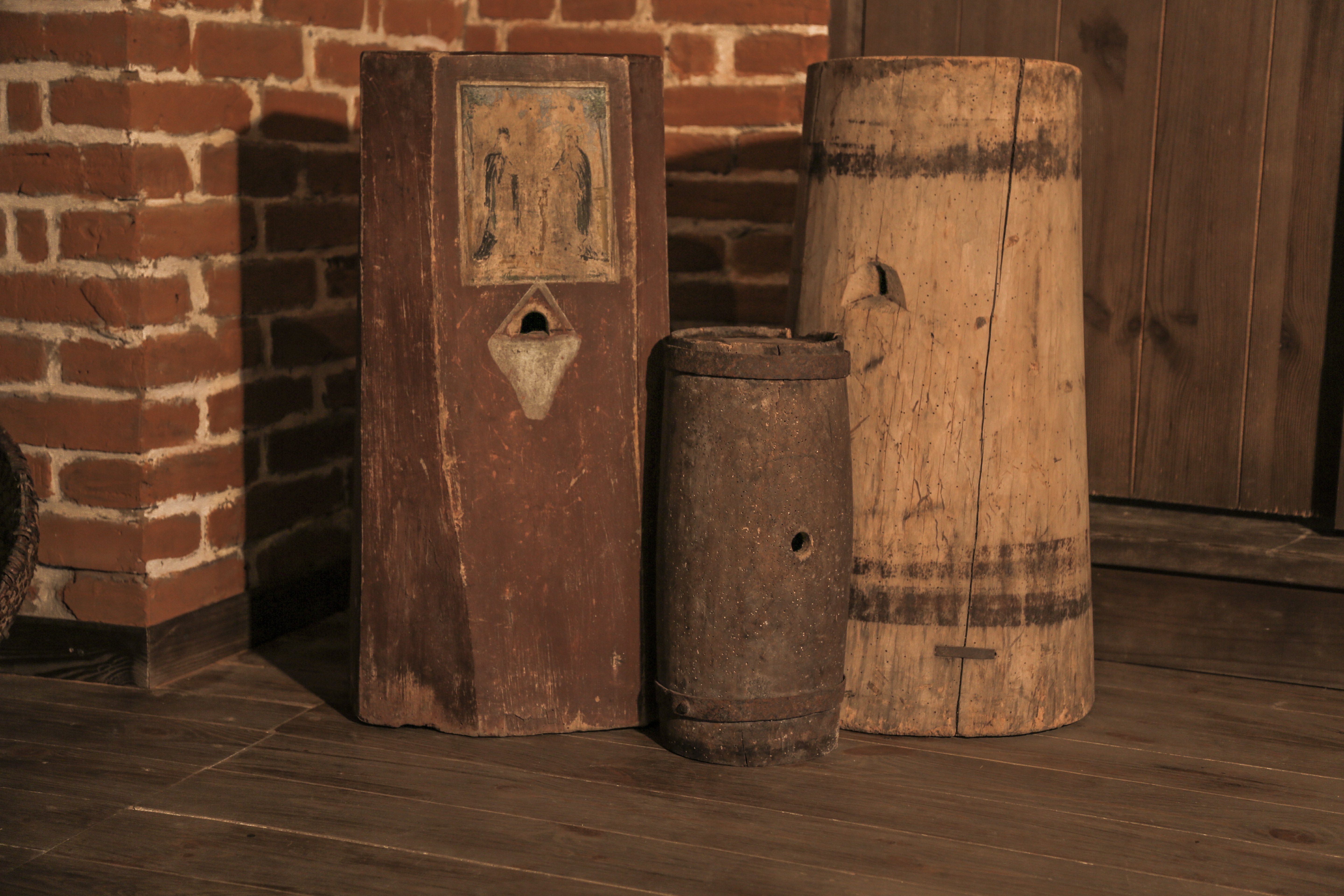
우크라이나 Radomysl 성의 벌통, 19세기

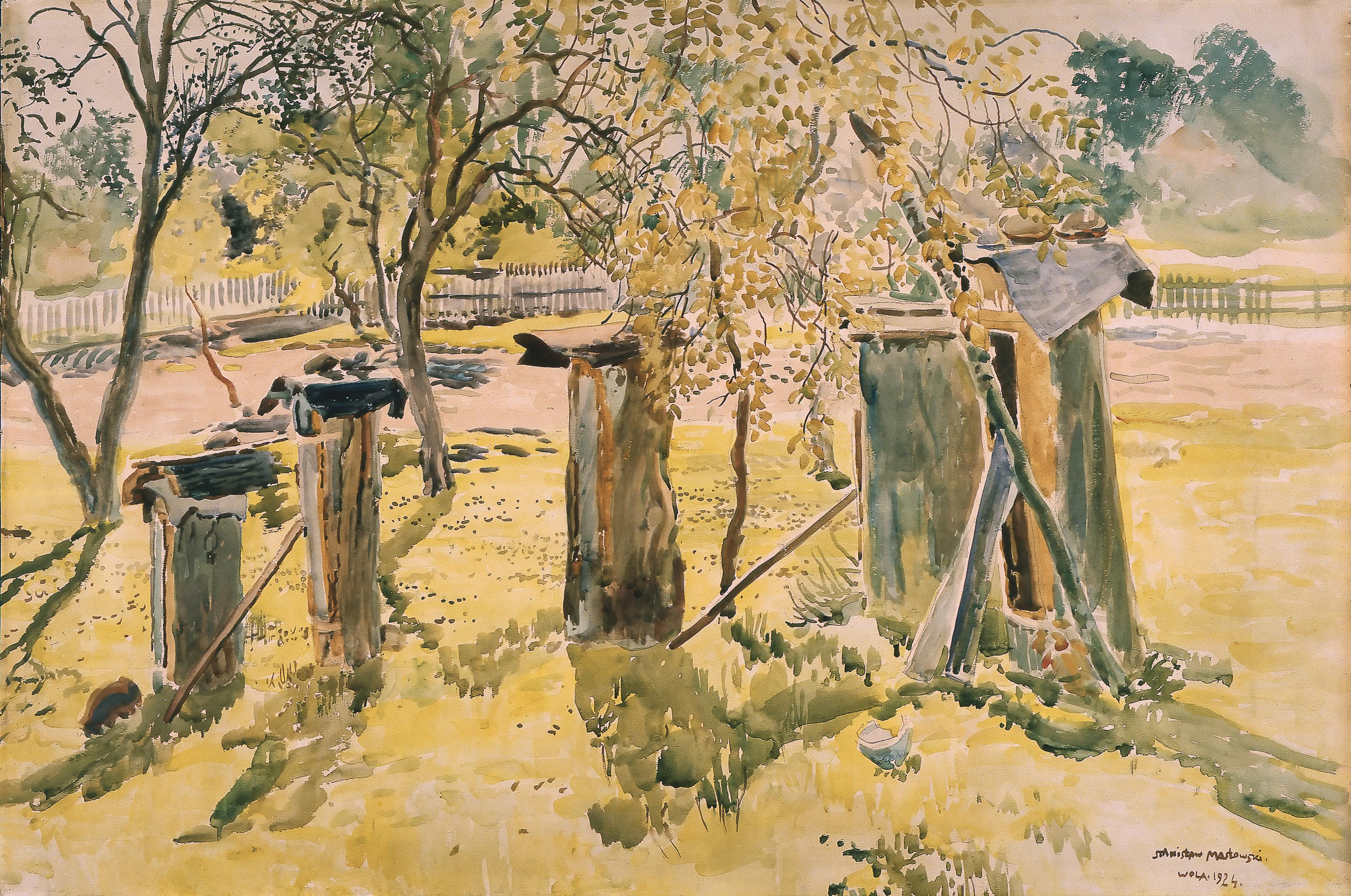
<벌통들> - Wola Rafałowska 마을에서 그린 Stanisław Masłowski의 수채화 작품, 1924년, 폴란드 Silesian 박물관 소장

전통의 벌통은 단순히 벌 군집을 둘러싸기 위한 용도였다.
벌통 내부에 벌들을 위한 구조물이 없었기 때문에, 벌들은 벌통 안에 자신들 고유의 벌집을 만들었다.
그러한 벌집들이 서로 교차되어 달라붙는 경우가 많아 이를 이동시키려면 벌집을 파괴할 수밖에 없었다.
이는 "고정식 틀" 벌통으로 불리며, 현대의 "이동식 틀" 벌통과 구분된다.
벌들이 꿀을 가득 채웠을 때를 대비해 벌통 꼭대기의 바구니를 제거할 수 있도록 만든 벌통도 있었지만, 대체로 벌꿀을 채취하려면 벌통을 파괴해야 했다.
이러한 벌통들은 가지각색의 크기, 틀이 있거나 없는 등의 박스형 벌통으로 점차 변화되었고, 마침내는 새로운 현대 장비로 대체되게 된다.
전통적인 벌꿀 채취 방식은 대체로 벌통을 누르고 으깨어 압착하는 것이었다.
이러한 수확 방식으로 인해 전통의 벌통은 대체로 밀랍은 많이 얻었지만, 꿀은 현대의 벌통에 비해 훨씬 적은 양이 채취되었다.

### 진흙 벌통 / 진흙 타일 벌통

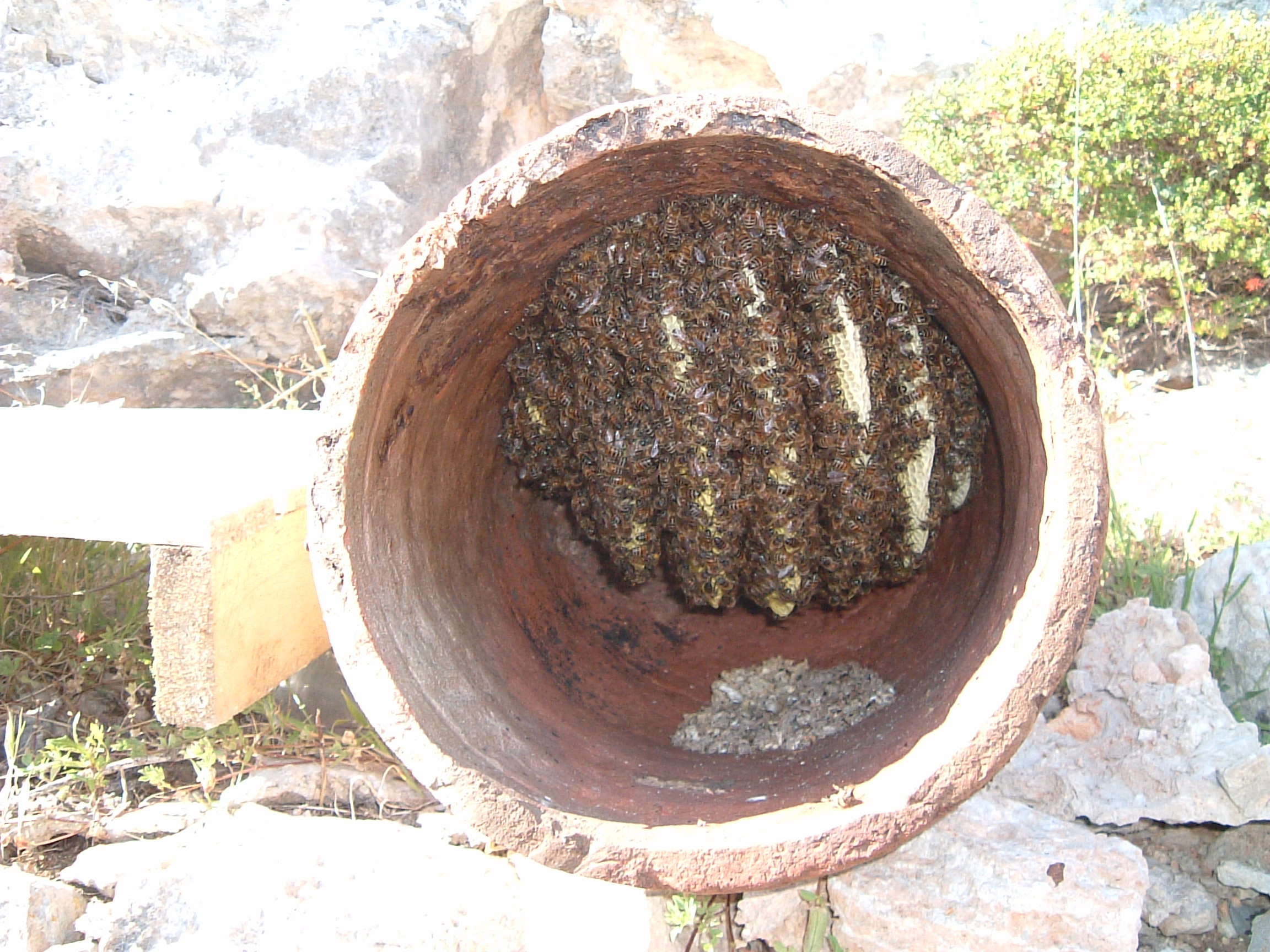
몰타의 구운 진흙 항아리와 벌 군집

진흙 벌통은 이집트에서 여전히 사용되고 있다.
진흙 벌통은 긴 원통형으로, 진흙과 짚과 똥을 혼합하여 만들어진다.
진흙 타일 벌통은 지중해 동부 지방의 가정에서 관습적으로 사용하던 양봉법이다.
진흙 타일 벌통은 긴 원통형의 구운 진흙으로 만들어졌으며, 고대 이집트, 중동, 그리스, 이탈리아, 몰타 지역에서 사용하였다.
하나씩 사용하는 경우도 있었지만, 대체로 맨 위층이 없는 벌통에 차양을 설치한 후 나란히 쌓아놓고 사용했다.
양봉가들은 꿀을 채취할 때 한쪽 끝에서 다른 쪽 끝으로 벌들을 몰기 위해 연기를 피웠다.

### 짚 벌통

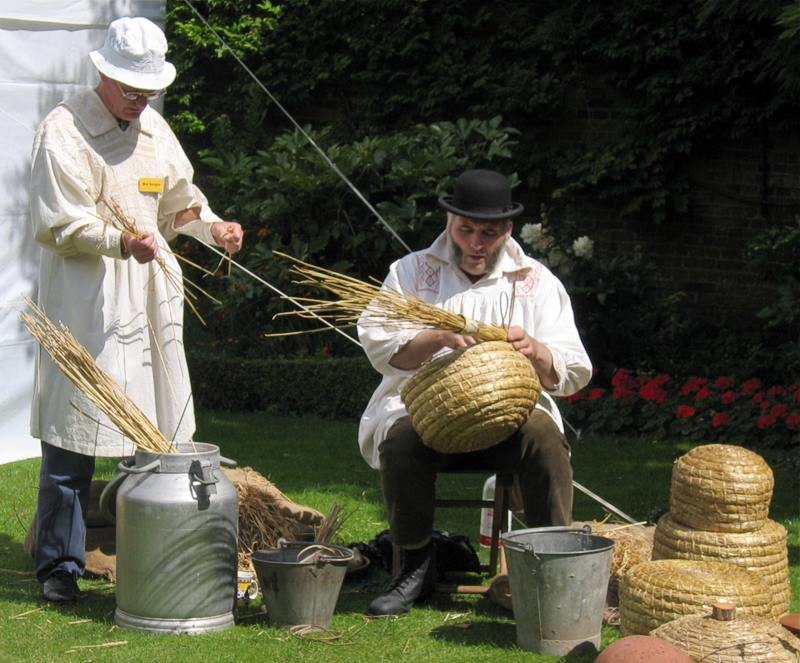
영국에서 전통적으로 제작되는 짚 벌통

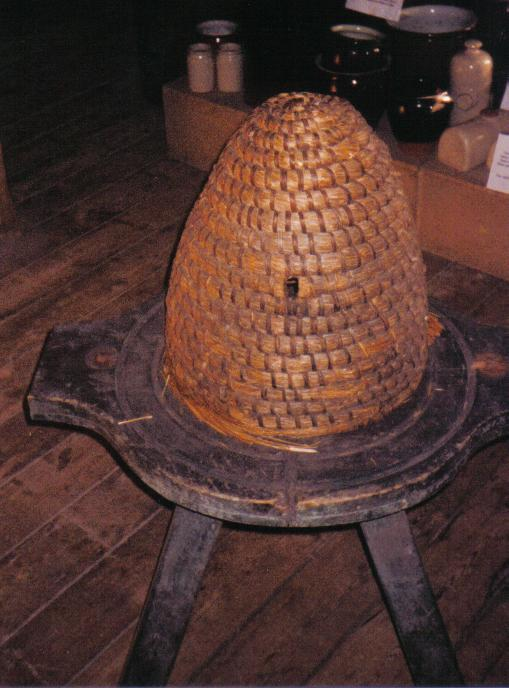
Dalgarven Mill 박물관의 짚 벌통. 받침은 구식 치즈 압착기이다.

짚 벌통(skep)은 바구니가 엎어진 형태의 벌통으로,
2000여년 동안 사용되어 온 벌통이다.
초기에는 진흙과 똥을 작은 가지에 발라 만든 형태였으나, 중세 시대부터 짚으로 만들어지기 시작했다.
북유럽과 서유럽에서, 짚 벌통은 풀이나 지푸라기를 꼬아 만들었으며 벌통의 입구는 벌통 바닥에 하나만이 존재했다.
내부에 벌들을 위한 구조물이 없어 벌 군집은 그들의 온전한 벌집을 만들어야만 했고, 이는 벌통의 안쪽에 부착되어 있는 형태였다.
짚 벌통은 두 가지 문제점이 있었는데, 하나는 양봉가들이 벌집의 질병이나 해충을 살펴볼 수 없다는 점이었고, 벌꿀 채취가 까다로워서 대부분의 경우 벌꿀을 얻기 위해서는 벌집 전체를 파괴해야 한다는 점이었다.
따라서 양봉가들은 벌꿀을 채취할 때 벌통 바깥으로 벌들을 내보내거나, 벌통 위아래로 각각 cap과 eke라는 연장 구조물을 설치해서, 기존의 벌집에 꿀이 가득 찼을 때 꿀벌들이 추가로 벌집을 만들 수 있도록 했다.
벌집에서 벌들을 떼어내기 위해 약간의 유황이 사용되었는데, 상당한 꿀벌들이 희생되었다.
또한 짚 벌집은 바이스로 압착해서 꿀을 추출하는 것도 가능했다.
1998년부터, 대부분의 미국의 주들은 짚 벌통 사용을 금지했는데, 이는 앞서 서술했듯 짚 벌통이 질병이나 해충을 살펴볼 수 없기 때문이었다.
후기 짚 벌통 디자인에는 더 작게 짜여진 바구니(cap)가 벌통의 본체 꼭대기의 작은 구멍 위에 추가되었다.
cap은 아주 조잡하게 작동했으나, 벌 군집과 벌들의 피해를 최소화하면서 벌꿀을 얻을 수 있었다.
영국에서는 꿀벌이 새끼를 기르는 방을 추가로 만들 수 있도록 벌통 바닥에 eke라고 하는, 지푸라기를 4~5번 감아올려 만든 반지 모양의 연장 구조물을 설치했다.
eke는 보통 약간의 방만을 추가할 수 있었기 때문에, eke와는 별도로 벌통 밑바닥에 더 큰 연장 구조물을 설치하기도 했다.
짚 벌통(skep)을 만드는 사람을 "skepper"라고 하는데, 서양 국가들에는 아직도 skepper라는 성씨가 존재한다.
영국에서는 지푸라기 코일의 굵기를 "girth"라고 하는 가죽이나 소의 일부분으로 조절해가며 만들었고, 이를 껍질을 벗긴 가시나무와 엮어 사용했다.
짚 벌통의 모습은 그림, 조각상, 고문서 등에서 찾아볼 수 있다.
또한 짚 벌통은 종종 산업을 가리키는 말로 쓰이기도 했다("the busy bee").
18세기 후반, 구멍이 뚫린 목재 뚜껑 위에 유리 항아리가 얹어진 모양의 더 복잡한 짚 벌통들이 만들어졌다.
벌들이 유리 항아리 안에 만든 벌집은 그 디자인이 상업적으로 가치가 있었다.

### 나무 구멍 벌통

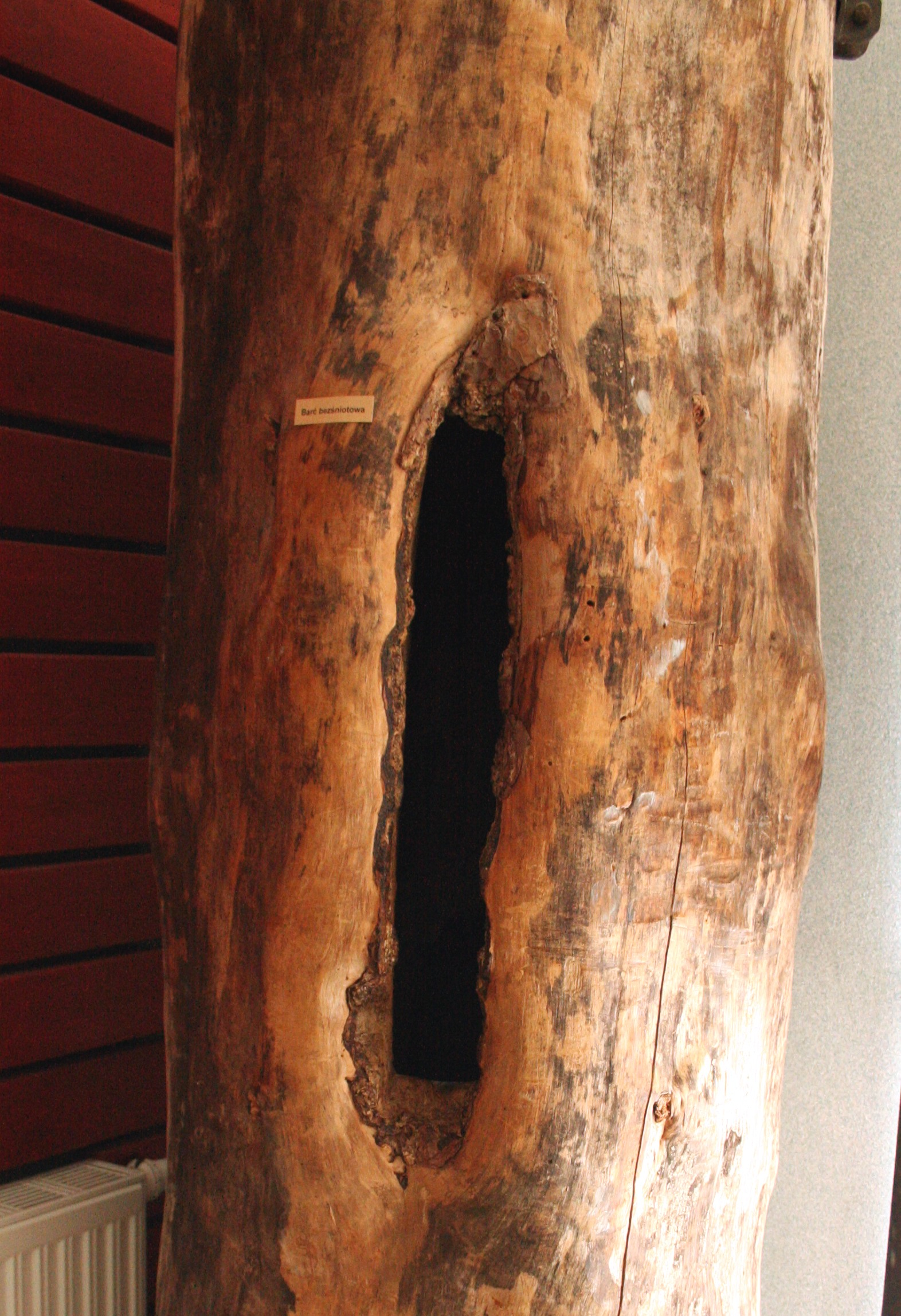
Białowieża의 박물관에 있는 Barć

미국 동부, 그중에서도 특히 남동부에서 구멍이 뚫린 나무는 20세기까지 벌통으로 사용되어 왔다.
이러한 벌통들은 "gums"라 불렸는데, 대부분 흑고무나무(Nyssa sylvatica)를 사용했기 때문이었다.
속이 빈 나무들을 "벌 마당" 혹은 양봉장에 수직으로 세워놓고 사용했다.
때로 널빤지 덮개 밑에 막대기나 교차된 막대를 놓아서 벌집을 붙일 수 있도록 했다.
짚 벌통과 같이, 벌꿀을 채취하려면 벌 군집을 파괴해야 했다.
대부분의 양봉가들은 벌통을 개봉하기 전, 금속 용기에 연소되는 유황을 담아 벌통에 집어넣는 방식으로 벌들을 죽였다.
자연의 나무 구멍과 인공적으로 만들어진 구멍 뚫린 나무 몸통은 과거 중부 유럽의 양봉가들이 널리 사용하였다.
예를 들면, 폴란드의 "barć" 벌통은 여러 가지 불리한 조건의 기후와 포식자들 (딱따구리, 곰, 솔담비, 숲겨울잠쥐) 로부터 보호했다.
벌꿀 수확은 벌 군집을 파괴하는 방식이 아닌, 보호용 나무 덮개를 제거한 후 짧은 시간 동안 연기로 벌들을 막는 방식이었다.
나무 구멍 벌통은 벌꿀 생산량이 비교적 떨어지는 꿀벌 종을 위해 양봉가들이 오늘날까지도 사용하고 있다.
대부분의 벌통들과는 달리 (양봉꿀벌과 재래꿀벌에게만 사용하기 편리), 나무 구멍 벌통은 더 다양하고 많은 벌 종이 벌집을 지을 수 있게 한다.
나무 구멍 벌통은 벌들이 스스로 벌집(벌꿀과 꽃가루를 저장할 수 있는 벌집 구조물과 방들)을 구성할 수 있도록 되어 있다.
다량의 벌꿀을 생산하는 꿀벌종(Apis mellifera nigra)에도 또한 나무 구멍 벌통을 현재까지 사용하고 있다.
그러나 이러한 사례들은 타 일반 양봉꿀과 나무 구멍 양봉을 구분지어 벌꿀의 높은 가격을 요구하는 이유 중의 하나이다.
프랑스의 Mont-Lozère 또한 현재까지 이 벌통을 사용하고 있다.
벌통의 길이는 다소 짧은 측면이 있고, 보통의 나무 구멍 벌통과는 달리 정해진 규격대로 인공적으로 구멍을 뚫어 만든다.

## 같이 보기
- 벌꿀
- 꿀벌
- 꿀집
- 플로우 하이브
- 랭스트로스 벌통